# Eutoea unilineata
Eutoea unilineata là một loài bướm đêm trong họ Geometridae.